# Amt Am Peenestrom
Amt Am Peenestrom (fra 1992 til 2004 Amt Wolgast-Land) ligger i den nordlige del af Landkreis Vorpommern-Greifswald i den tyske delstat Mecklenburg-Vorpommern. Amtets administration ligger i byen Wolgast.
Amtets område går fra Østersøens bagland langs sydvestbredden af Peenestrom og Achterwasser. Kommunerne Krummin, Lütow og Sauzin samt en del af Wolgasts byområde, ligger på den nordlige del af øen Usedom. Amtet grænser mod syd til Amt Anklam-Land og Amt Züssow og mod nordvest til Amt Lubmin. Områderne langs brederne af Peenestrom og Achterwasser hører til Naturpark Insel Usedom.

## Byer og kommuner i amtet
- Buggenhagen med Jamitzow, Klotzow og Wangelkow
- Krummin med Neeberg
- Byen Lassan med Klein Jasedow, Papendorf, Pulow og Waschow
- Lütow halvøen Gnitz på Usedom, med øen Görmitz, Neuendorf og Netzelkow
- Sauzin med Ziemitz
- Byen Wolgast med Buddenhagen, Hohendorf, Mahlzow, Pritzier, Schalense, Tannenkamp, Weidenhof, Wolgast-Nord, Wolgast-Süd og Zarnitz
- Zemitz med Bauer, Hohensee, Negenmark, Seckeritz og Wehrland